# Gut Grunau

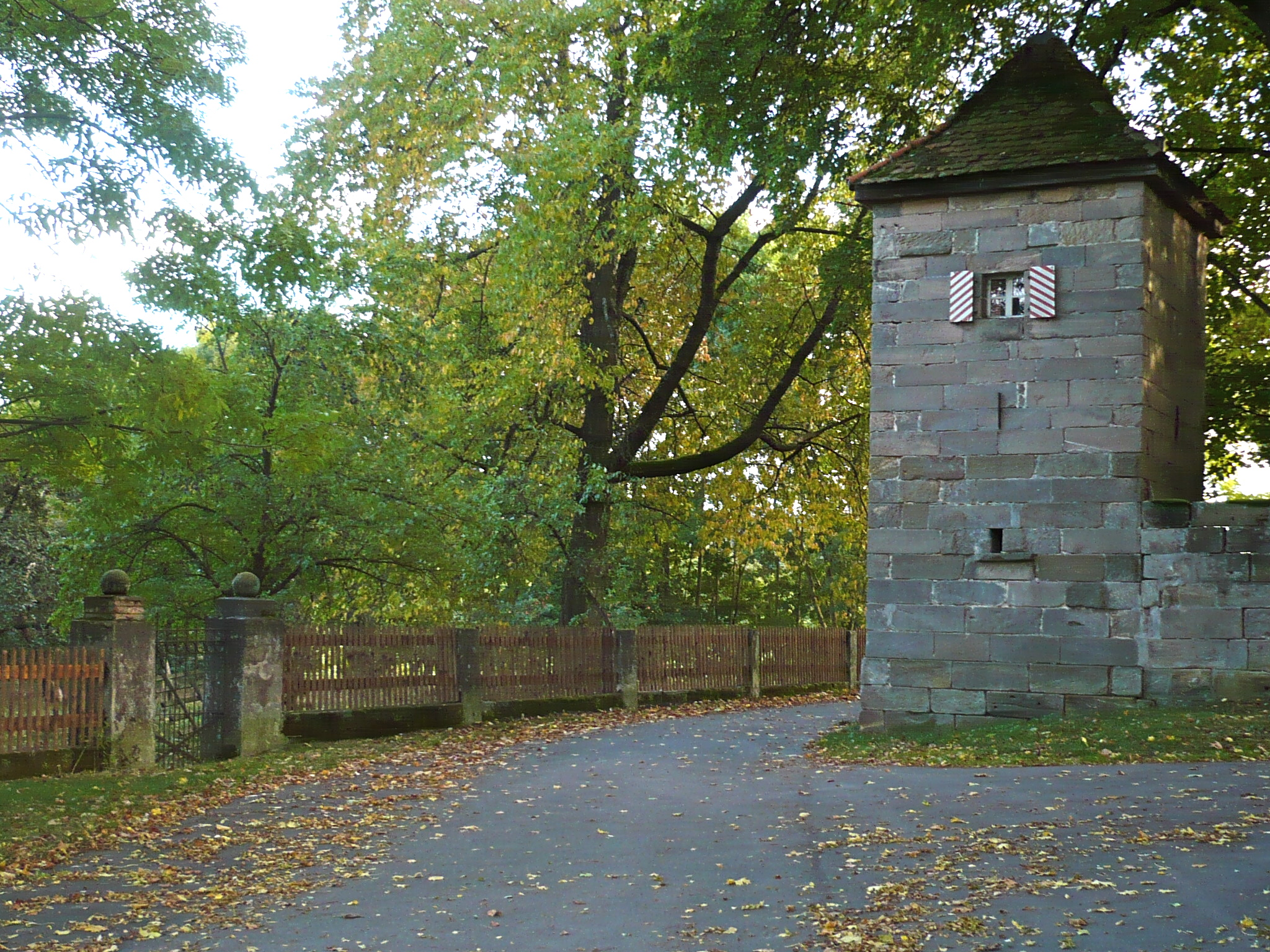
Eckturm in der Umfassungsmauer des Guts Grunau, links der öffentlichen Straße Gut Grunau der zum Gut gehörende Garten

Das Gut Grunau ist ein denkmalgeschützter (Aktennr. D-4-62-000-396) Gutshof in der oberfränkischen Stadt Bayreuth. Bis 1972 gehörte es zur Gemeinde Oberkonnersreuth.

## Geschichte
Der namengebende Ort Grunau wurde als Wassermühle „Grunowa“ am 25. Mai 1137 erstmals urkundlich erwähnt.
Die Anfänge des Guts Grunau sind wenig erforscht. Der Kartograph Johann Adam Riediger verzeichnete auf seinem Stadtplan „Carte spéciale de la résidence de Bareuth“ des Jahres 1745 an der Stelle noch Wiesen und Felder. Im Jahr 1790 verkaufte der Bauer Thomas Friedel rund 40 Tagwerk seines Landbesitzes an den Bayreuther Kammerherrn Freiherr von Völderndorf, der dort ein kleines Gut errichtete. Nach einem Brand mit ungeklärter Ursache veräußerte von Völderndorf 1797 seinen Besitz. Die Anlage des Guts in der heutigen Form geht auf Georg von Bülow (1765–1840), einen Soldaten in Hannoverschen Diensten, der wegen missfälliger politischer Äußerungen seinen Dienst beenden musste, zurück. Er erwarb das Anwesen im Jahr 1799 und errichtete um 1820 mit dem Schlossgut Grunau ein typisches Beispiel eines adeligen Landsitzes. Von Bülow hatte die wenig einträgliche Stelle eines Kreisdirektors in Bayreuth inne; seine Tochter Hedwig wurde die Ehefrau des Majors Franz von Arnim (1780–1825), an den ein Grabstein im Park des Guts erinnert.
Nach Arnims Tod heiratete seine Witwe den Rittmeister Carl Leopold Wiethaus, einen Schwager des Dichters und Übersetzers Friedrich Rückert. Die Hochzeit fand am 11. Dezember 1834 auf Gut Grunau statt. In den Jahren 1841 und (kurz) 1842 weilte auch Wiethaus’ Schwester Luise Rückert dort. Aus Geldnot musste Hedwig Wiethaus das Gut im Jahr 1845 versteigern lassen. Von 1862 bis 1879 verlebte der Bayreuther Bürgermeister Carl Dilchert als Eigentümer im Gut Grunau seinen Ruhestand.
Im Dezember 1925 erwarb der einer Amsterdamer Kaufmannsfamilie entstammende Gottfried Meyer-Viol (1878–1944) das Gut von Major a. D. Julius Krauß. Meyer-Viols Ehefrau Lotte Warburg (1884–1948) nahm im Mai 1927 ihre Eltern bei sich auf. Ihr Vater, der am 1. April 1922 in den Ruhestand getretene Physiker Emil Warburg, war ein enger Freund Albert Einsteins und hatte, von seinem Vorschlagsrecht für den Nobelpreis für Physik Gebrauch machend, jenen mehrfach als Kandidaten vorgeschlagen. Sein eigener Sohn Otto Warburg erhielt 1931 den Nobelpreis für Physiologie oder Medizin. Emil Warburg starb am 28. Juli 1931 im Gut Grunau.
Emil Warburg war getaufter Jude, seine Ehefrau evangelische Christin; die Kinder des Paars wurden evangelisch getauft und erzogen. Die Tochter Lotte war bemüht, sich als Schriftstellerin einen Namen zu machen, hatte mit ihren Veröffentlichungen aber wenig Erfolg. Mit dem Titel Eine vollkommene Närrin durch meine ewigen Gefühle gab ihr Sohn Peter Meyer-Viol 1989 Auszüge aus Lotte Warburgs Tagebüchern der Jahre 1925 bis 1947 frei, eine aufschlussreiche Darstellung der politischen Verhältnisse ihrer Zeit auf Gut Grunau (1925–1935). Als „Halbjüdin“ durch den wachsenden Antisemitismus und Rassismus in eine Außenseiterrolle gedrängt, schilderte sie in ihren Aufzeichnungen das örtliche Milieu und die Atmosphäre Bayreuths. Immer stärker als „Nichtarierin“ diffamiert verließ sie 1936 mit ihrer Familie Deutschland. 1945 kehrte sie aus den Niederlanden nach Grunau zurück, starb 1948 und fand im Familiengrab auf dem Bayreuther Stadtfriedhof ihre letzte Ruhestätte.
Durch die Eingemeindung von Oberkonnersreuth wurde Grunau 1972 Teil der Stadt Bayreuth. Die Stadt erwarb 1972 das Gelände; 1973 erwarb der Bayreuther Oberbürgermeister Hans Walter Wild (1919–2001) das Gut ohne die einst zugehörigen Ländereien und zog in jenem Jahr mit seiner Familie dort ein. Dieser Kauf sorgte für Irritationen, führte zu einer gerichtlichen Auseinandersetzung und belastete auf Jahre hinaus die politische Atmosphäre in der Stadt. In der Folge stellte die CSU bei der Wahl des Oberbürgermeisters im Jahr 1976 erstmals seit 1958 einen Gegenkandidaten auf.

## Beschreibung
Das Hauptgebäude ist ein eingeschossiges Wohnhaus mit Halbwalmdach und einem Wappenrelief, das die Jahreszahl 1813 trägt. Das Nebengebäude, ein eingeschossiger Putzbau mit Satteldach, trägt einen kleinen Dachreiter; ein eingeschossiger Sandsteinquaderbau mit Satteldach ist das Wirtschaftsgebäude mit Pferdestall. In die Nordostecke der Umfassungsmauer, nahe dem Eingangstor, ist ein kleiner Turm („Rapunzelturm“) integriert.
In ihren Tagebuchaufzeichnungen schilderte Lotte Warburg, das Wohnhaus habe sich bei ihrem Einzug, entgegen den Beteuerungen des Vorbesitzers Krauß, als „reinster Augiasstall“ erwiesen, mit feuchten Wänden, sich mangels Unterkellerung wölbenden Parkettböden und überall wucherndem Schwamm. Um es verkaufen zu können, habe Krauß das Haus „aufgeputzt“ und mit den Steinen des Grabs Franz von Arnims 1923 den Turm gebaut. Ehe das Haus bezogen werden konnte, musste es aufwendig instand gesetzt werden. Der landwirtschaftliche Teil des Guts wurde damals von einem Pächter bewirtschaftet.